# パーヴェル・ロマン
パーヴェル・ロマン（Pavel Roman 、1943年1月25日 - 1972年1月30日）は、チェコスロバキア出身の男性フィギュアスケート選手。1962年、1963年、1964年、1965年世界フィギュアスケート選手権アイスダンスチャンピオン。パートナーは実妹でもあるエヴァ・ロマノワ。

## 経歴
- 父の勧めで、妹とともにミラ・ノワコワに師事することになる。
- 1962年、1963年、1964年、1965年世界フィギュアスケート選手権で優勝。
- 1964年、1965年ヨーロッパフィギュアスケート選手権優勝。
- プロ転向後はホリデーオンアイスに参加。
- 1972年1月30日、交通事故により死去。

## 主な戦績
| 大会/年    | 1958-59 | 1959-60 | 1960-61 | 1961-62 | 1962-63 | 1963-64 | 1964-65 |
| ---------- | ------- | ------- | ------- | ------- | ------- | ------- | ------- |
| 世界選手権 |         |         |         | 1       | 1       | 1       | 1       |
| 欧州選手権 | 7       | 7       | 5       | 3       | 2       | 1       | 1       |

## 備考
- パーヴェルが活躍した当時、アイスダンス競技は冬季オリンピックの正式種目ではなかった。アイスダンスが正式種目となったのは1976年インスブルックからである。